# Nephrotoma ericarum
Nephrotoma ericarum är en tvåvingeart som beskrevs av Alexander 1967. Nephrotoma ericarum ingår i släktet Nephrotoma och familjen storharkrankar. Inga underarter finns listade i Catalogue of Life.